# فهرست احزاب سیاسی در لسوتو

## احزاب های دارای نماینده
| حزب                                                                    | مخفف | رهبر                 | گرایش سیاسی           | ایدئولوژی                           | کرسی‌ها (از ۱۲۰) |
| ---------------------------------------------------------------------- | ---- | -------------------- | --------------------- | ----------------------------------- | --------------- |
| حزب انقلاب برای رفاه (به سوتویی: Thalaboliba ea Ntlafatso)             | RFP  | سام ماتکانه          | میانه                 | لیبرالیسم لیبرالیسم اجتماعی         | ۵۷              |
| حزب کنگره دموکراتیک                                                    | DC   | ماتیبلی موخوثو       | چپ میانه              | پان‌آفریقانیسم سوسیال دموکراسی       | ۲۹              |
| حزب کنوانسیون همه باسوتو (به سوتویی: Kobo-tata ea Basotho)             | ABC  | نکاکو کابی           | میانه                 | لیبرالیسم                           | ۸               |
| حزب عمل باسوتو                                                         | BAP  | نکوسا مهائو          | چپ میانه              | سوسیال دموکراسی پوپولیسم چپ‌گرا      | ۶               |
| حزب اتحاد دموکرات‌ها (به سوتویی: Lekhotla la Kopano ea Sechaba)         | AD   | مونایانه موللکی      | چپ میانه              | سوسیال دموکراسی                     | ۵               |
| حزب جنبش توسعه اقتصادی (به سوتویی: Sethala sa Kholiso ea Moruo)        | MEC  | سلیبه موچوبوروانه    | —                     | ضد فساد                             | ۴               |
| حزب کنگره دموکراسی (به سوتویی: Lekhotla la puso ea sechaba ka sechaba) | LCD  | موتتجوا متسینگ       | چپ میانه              | پان‌آفریقانیسم سوسیال دموکراسی       | ۳               |
| حزب انقلابیون سوسیالیست (به سوتویی: Kanana Ea Basotho)                 | SR   | تبوهو موجاپلا        | چپ‌گرا                 | سوسیالیسم                           | ۲               |
| حزب ملی باسوتو                                                         | BNP  | ماچتستا موفوموبه     | راست میانه            | ملی‌گرایی پوپولیسم محافظه‌کاری        | ۱               |
| حزب جبهه مردمی برای دموکراسی (به سوتویی: Khoeetsa ea Sechaba)          | PFD  | لکثتو راکوانه        | چپ میانه تا چپ‌گرا     | سوسیال دموکراسی سوسیالیسم دموکراتیک | ۱               |
| اجلاس سیاسی امپولوله                                                   | MPS  | رماکسته سهلاباکا     | راست میانه            | محافظه‌کاری مردم‌سالاری مسیحی         | ۱               |
| جنبش میثاق باسوتو                                                      | BCM  | مونهنگ سکسه          | راست میانه            | محافظه‌کاری مردم‌سالاری مسیحی         | ۱               |
| امید – مپاتلالاتسانه                                                   | HOPE | ماچابانا لمفانه لتسی | —                     | —                                   | ۱               |
| حزب مستقل ملی                                                          | NIP  | کیمتسو ماتابا        | راست میانه تا راست‌گرا | محافظه‌کاری جمهوریت‌خواهی             | ۱               |

## احزاب دیگر
- جنبش اتحاد آفریقا (AUM)
- اتحاد احزاب کنگره (ACP)
- اتحاد برای حرکت آزاد (AFM)
- حزب دموکراتیک باسوتو باتو (BBDP)
- حزب ملی دموکرات باسوتو (BDNP)
- حزب میهن‌پرست باسوتو (BPP)
- کنگره رهایی کامل باسوتولند (BTLC)
- کنگره آفریقایی باسوتولند (BAC)
- حزب کنگره باسوتولند (BCP)
- حزب کمونیست لسوتو (CPL)
- لخوتلا لا مکوا لا میتلو (LMM)
- کنگره مردم لسوتو (LPC)
- حزب کارگران لسوتو (LWP)
- حزب آزادی مارماتلو (MFP)
- حزب ترقی‌خواه ملی (لسوتو) (NPP)
- کنگره اصلاح‌طلب لسوتو (RCL)
- متحد برای تغییر (UFC)
- جنبش آزادی‌بخش باسوتو (BLM)